# Frédéric Bulot
Frédéric Bulot (27 de setembro de 1990) é um futebolista profissional gabonense que atua como meia.

## Carreira
Frédéric Bulot fez parte do elenco da Seleção Gabonense de Futebol na Campeonato Africano das Nações de 2015.